# Гуасаве (муниципалитет)
Гуасаве (исп. Guasave) — муниципалитет в Мексике, штат Синалоа, с административным центром в одноимённом городе. Численность населения, по данным переписи 2010 года, составила 285 912 человека.

## Общие сведения
Название Guasave с языка народа кахита можно перевести как: место возделываемых полей или место, где работают в поле.
Площадь муниципалитета равна 2938 км², что составляет 5,12 % от площади штата. Он граничит с другими муниципалитетами штата Синалоа: на севере с Эль-Фуэрте и Синалоа, на востоке с Сальвадор-Альварадо и Ангостурой, на западе с Аоме, и на юге омывается водами Калифорнийского залива.

## Учреждение и состав
Муниципалитет был образован 30 ноября 1916 года, в его состав входит 543 населённых пункта, самые крупные из которых:
| Код INEGI | Населённый пункт                                     | Численность населения (2005 год) | Численность населения (2010 год) |
| --------- | ---------------------------------------------------- | -------------------------------- | -------------------------------- |
| 011       | Всего                                                | 270260                           | 285912                           |
| 0001      | Гуасаве (исп. Guasave) (административный центр)      | 66793                            | 71196                            |
| 0132      | Габриэль-Лейва-Солано (исп. Gabriel Leyva Solano)    | 23985                            | 24914                            |
| 0138      | Хуан-Хосе-Риос (исп. Juan José Ríos)                 | 23468                            | 23553                            |
| 0035      | Адольфо-Руис-Кортинес (исп. Adolfo Ruiz Cortines)    | 12296                            | 12978                            |
| 0051      | Бамоа (станция) (исп. Estación Bamoa (Campo Wilson)) | 6962                             | 6733                             |
| 0282      | Ла-Тринидад (исп. La Trinidad)                       | 3961                             | 4230                             |
| 0283      | Лос-Анхелес (исп. Los Ángeles)                       | 3761                             | 4217                             |

## Экономическая деятельность
По статистическим данным 2000 года, работоспособное население занято по секторам экономики в следующих пропорциях: сельское хозяйство, скотоводство и рыбная ловля — 42,3 %, промышленность и строительство — 12,2 %, сфера обслуживания и туризма — 42,5 %, прочее — 3 %.

## Инфраструктура
По статистическим данным 2010 года, инфраструктура развита следующим образом:
- электрификация: 99 %;
- водоснабжение: 91,5 %;
- водоотведение: 88,8 %.

## Туризм
Основные достопримечательности:
- руины церкви, датируемые XVII веком;
- несколько памятников историческим личностям;
- курортные города на побережье Калифорнийского залива: Бока-дель-Рио, Буэна-Виста, Лас-Глориас и остров Макапуле.

## Фотографии
- Рыбная ловля
- Укладка труб дренажной системы
- Розовая колпица в Гуасаве